# ناوشکن کلاس فیدانسی
ناوشکن کلاس فیدانسی (به انگلیسی: Fidonisy-class destroyer) یک کلاس از کشتی است که طول آن ۱۰۲ متر (۳۳۴ فوت ۸ اینچ) می‌باشد.